# جاسبر ونايت
جاسبر ونايت (بالإنجليزية: Jasper Knight)‏ هو رسام أسترالي، ولد في 25 ديسمبر 1978.